# Bankja
Bankja (bulharsky Банкя) je město ležící v západním Bulharsku, v Sofijské kotlině, na severovýchodních svazích pohoří Ljulin. Nachází se 14 km západně od Sofie, správního střediska stejnojmenné oblasti, a má přes 11 tisíc obyvatel. Město je správním centrem 24. sofijského rajónu, do kterého spadají navíc 2 vesnice.

## Historie
Prvními osídlenci na území obce byly před 2 500 lety thrácké kmeny. Archeologické nálezy představují pozůstatky římských budov, zdí, kanalizace, bronzových náramků z 4. až 5. století. První písemné záznamy o obci jsou v tureckém berním soupisu z 15. století, kdy  byla zpasána jako součást soukromého dědictví včetně místních obyvatel. Už tehdy byl zaznamenám lehce minerální pramen, který vytékal uprostřed obce. Jednou za rok během místní slavností, kdy se považoval za nejléčivější, měli sedláci, kteří se sem sjížděli z celého okolí s koňmi a volskými povozy, právo se do pramene ponořit.
Když se Bankja stala v roce 1878 součástí Bulharského knížectví, žilo v ní sedmnáct rodin a obyvatelé záhy vykoupili jimi obdělávané pozemky. V té době zde byl postaven první hotel. Právo využívat minerální vodu v lázních získal Raško Nešev a rozšířil staré turecké lázně tím, že postavil jednoduché bazény oddělené na pánskou a dámskou část. Záhy se zdejší minerální voda stala proslulou a traduje se, že denní tržby z lázní byly tak velké, že místo přepočítávání Raško Nešev v bance peníze odvažoval. Počátkem 20. století se minérální pramen oficiálně zkoumal a začal být jímán. V roce 1907 byly otevřeny malé lázně a byla zahájena výstavba velkého lázeňského domu, který navrhl profesor Carl Hocheder z Mnichova. Lázně navštívila královská rodina a díky tomu získaly přístavek „královské lázně”. Po druhé balkánské válce sem přesídlili lidé z jihozápadní Makedonie a jejich potomci tvoří většinu starousedlíků, kteří žijí převážně v centru. V roce 1969 byla Bankja povýšena na město.

## Obyvatelstvo
Ve městě žije 11 871 obyvatel a je zde trvale hlášeno 11 274 obyvatel. Podle sčítání 1. února 2011 bylo národnostní složení následující:
- Bulhaři: 9 948 (98.1 %)
- Turci: 63 (0.6 %)
- Romové: 41 (0.4 %)
- ostatní: 91 (0.9 %)